# リフ
音楽におけるリフ（riff）は、オスティナート、つまり、繰り返されるコード進行、音型、リフレイン、または旋律の音型である。

## 概要
主にリズムセクションの楽器によって演奏され、楽曲の基礎や伴奏として成立するものを指す。特にロック、ラテン、ファンク、ジャズなどにおいて顕著であるが、ラヴェルの『ボレロ』のように、クラシックもまた時にシンプルなリフの上に成り立っている。シンプルでありながらキャッチーなリズムの音型をホンキングするサックスのように、あるいは、カウント・ベイシー・オーケストラのヘッド・アレンジに於ける、リフを基に展開される変奏のように、リフとは単純でもあり、逆に複雑なものとしても成立する。
ギターによるものが顕著ではあるが、ベースやキーボードも少なからず用いられる。
デヴィッド・ブラケット（1999）は、リフを「短旋律」と定義し、同じ頃リチャード・ミドルトン（1999）は同様に「短いリズム的、旋律的、または和声的音型の繰り返しであり、楽曲の基礎構造となるもの」と定義した。リッキー・ルークスビー（2002）は「リフとは短く、繰り返され、憶え易いフレーズであり、ギターの低音部が良く用いられ、ロックに於けるエネルギーと興奮の中心である」と述べた。

## 歴史
リフというスラングが登場したのは1920年代のことであり、ロックやジャズについて語られる場で用いられたのが最初であった。ほとんどのロック・ミュージシャンはリフを“音楽的アイディア”の近似語として用いた。
チャーリー・パーカーの1945年の作品“Thriving on a Riff”は、この単語が一般的なものとして広まるきっかけとなった。
語源は正確には不明であるが、いくつかの資料はリフとは“リズム音型（RHYthmic Figure）”や“リフレイン（REFrain）”の省略だと説明している。この語はコメディにおいても似た意味で使われ、その話題に対して即座に出される早口の意味である。

## 解説
イントロダクションから間奏部分にのみ使用される場合と、歌詞の部分にも演奏される場合、さらにサビの部分にも使われる場合もあり、曲によっていくつかの種類がある。一般的にはロック・ギターで、歌のバックとなる繰り返しのコード進行とメロディーの中間に位置するようなテーマを指し示すことが多い。
ハードロック以降はギターの音に歪み（ディストーション）がかかっていることもあり、多弦を用いたコードよりも5度コードなどの1～3本の弦を用いたものが好まれたため多くのリフが曲の顔として生み出された。ヘヴィメタル以降はさらに複雑なものも多い。
リフの効用としては、繰り返し聴かせることにより、その曲の印象を強く根付かせ親しみやすくさせる。また、そのリフを聴けば曲をすぐ認識することができ、楽曲を形作るうえでの重要な部分であるといえる。

### 関連概念
リフは、「フィル」（旋律の合間に奏でられる短いパッセージ）に組み込まれることもある。関連概念である「リック (lick)」も繰り返されるコード進行を含むが、リックはコード進行よりも単音の旋律線と結びつくのが通例であるという点で異なる。リフ同様、リックも曲を通した基礎になり得る。もし「フック」の定義“楽曲を訴求力のあるものとし、目立たせることのできる音楽のアイディア、パッセージまたはフレーズ”、“リスナーの耳を捕らえる”を満たすのなら、リフはフックにもなり得る。
リフ、リックのどちらの語もクラシックの領域で用いられることはない。クラシック作品における、楽曲の基礎となる独立フレーズを指す場合は、代わりに「オスティナート」または「シンプル・フレーズ」が用いられる。現代ジャズの作曲家たちもまた、リフやリックのようなオスティナートを、モード・ジャズやラテン・ジャズの中で使用している。